# Virtua Tennis

Virtua Tennis (Power Smash i Japan) är ett arkadspel från 1999 utvecklat av Sega AM-3 och utgivet av Sega. Spelaren tävlar i olika tennisturneringar. 2000 portades en expanderad version av spelet till Dreamcast. 2002 släpptes även spelet till Microsoft Windows och Game Boy Advance.